# Chiesa di Sant'Anna (Montemiletto)
La Chiesa di Sant'Anna è un edificio religioso di Montemiletto, in provincia di Avellino.

## Storia
La chiesa di Sant'Anna si trova fuori dalle mura del centro antico di Montemiletto ed è annessa all'ex convento domenicano. Dopo il suo completamento la gestione venne affidata ai Padri domenicani. L'edificio di culto venne costruito, o ricostruito e poi terminato, tra il 1636 e gli inizi del settecento, per volere di alcuni membri della famiglia Tocco al fine di testimoniare il loro antico legame con la santa di cui possedevano la reliquia del piede.
Carlo Antonio Tocco nel 1701 fece il suo testamento e stabilì che alla chiesa di Montemiletto venisse donato il quadro di Sant’Anna di Luca Giordano che si trovava nella cappella del Santissimo Sacramento del Carmine a Napoli: "e morendo nella Terra di Montemiletto voglio che sia seppellito nella chiesa della Gloriosa S. Anna dè RR. PP. domenicani, e proprio dentro li balaustri dell’Altare Maggiore di detta chiesa". Il principe dispose anche una donazione di 1300 ducati a favore del monastero di Sant’Anna, da pagare due anni dopo la sua morte, a condizione che i frati del convento fossero tenuti a celebrare, in perpetuo, una messa al giorno per la sua anima e commemorare un anniversario nel giorno della sua morte con messa cantata e libera. Lo stesso ordinava inoltre che quattro anni dopo la sua morte si sarebbero dovuti spendere, da parte del suo erede, o dei suoi tutori, "mille ducati in far fare l’altare maggiore della chiesa di detto monastero di Sant' Anna di Montemiletto di marmo, di quel miglior modo potrà venire con detta spesa, col quadro di detta Santa", e "Palagustrata similmente di marmo".
Nel 1776 anche suo figlio, il principe Leonardo Tocco, espresse la volontà di essere sepolto nella chiesa di Sant'Anna, nel caso fosse morto a Montemiletto, e che sulla sua sepoltura venisse posta una targa con la scritta "Hic jacet Leonardus de Tocco. Orate pro eo".
La chiesa venne visitata almeno in tre occasioni da Pietro Francesco Orsini, futuro Papa con il nome di Benedetto XIII e una delle sue visite fu compiuta su delega dell’Arcivescovo Gastaldi di Benevento. Le due targhe vicine all’ingresso commemorano tali eventi e risalgono rispettivamente al 1710 e al 1712; la seconda e cioè quella in cui si ricorda l’intitolazione dell’altare maggiore a Sant’Anna, la cui consacrazione era avvenuta nel 1683, fa sicuramente riferimento ad un altro altare, ora non più presente, in quanto quello attuale venne completato solo nel 1721.

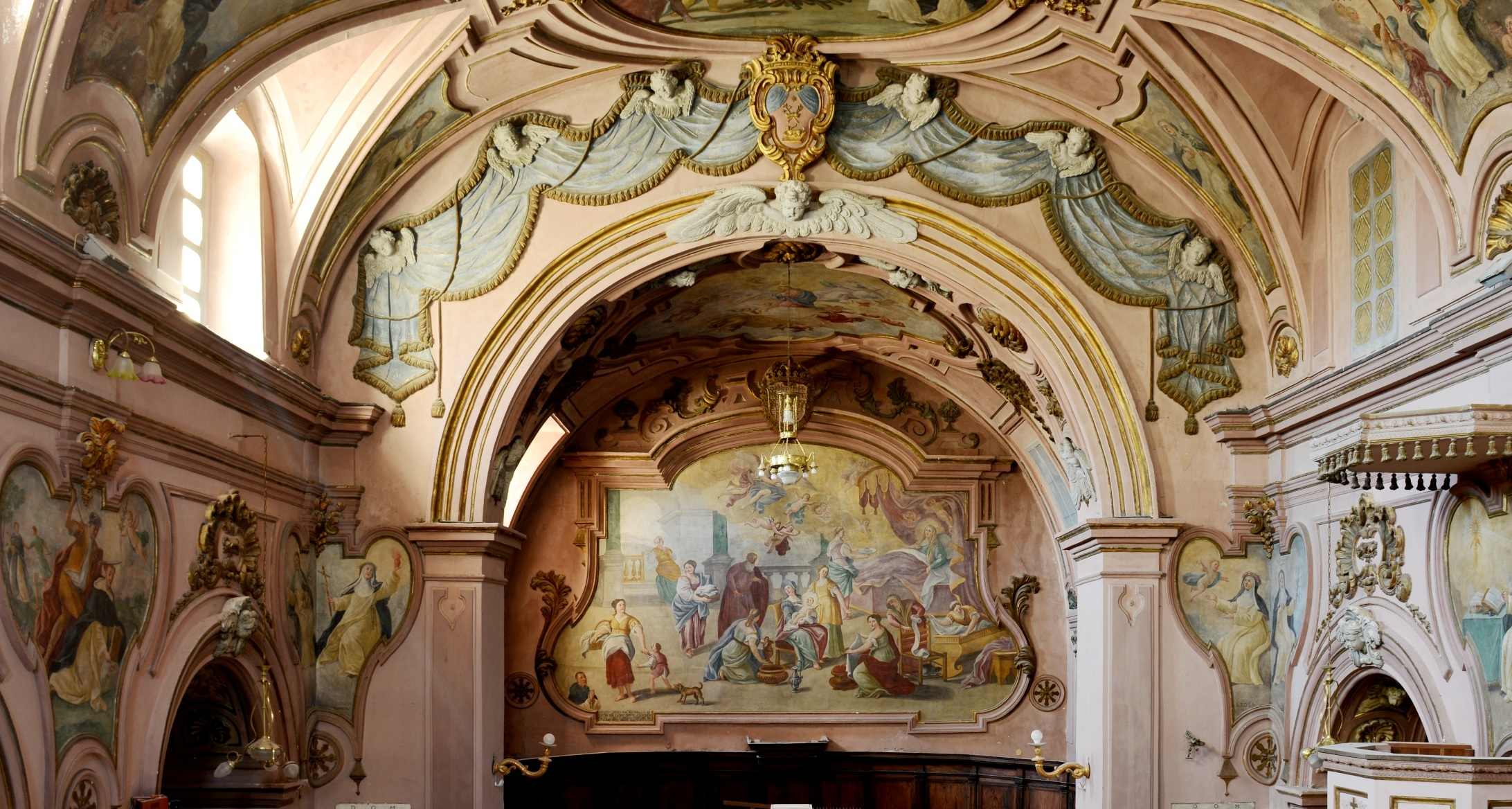
Interno della chiesa di Sant'Anna

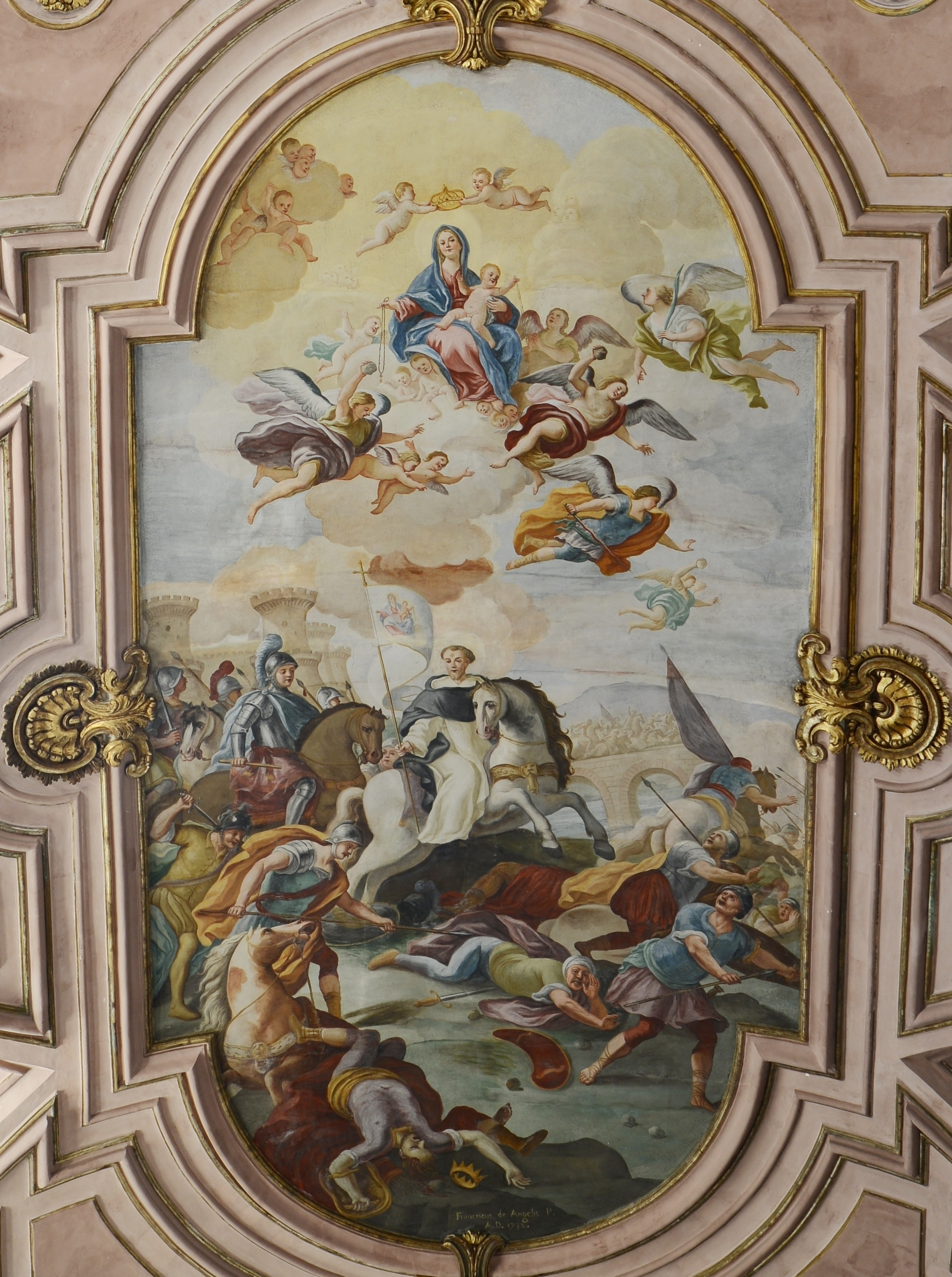
Battaglia di Muret

## Interno
Sotto l'altare maggiore venne ricavato un piccolo ambiente funerario, con volta a botte, al quale si accede tramite una botola che conduce ad una gradinata. L'ipogeo poteva avere anche la funzione di "putridarium", ovvero servire alla purificazione delle salme dei corpi dei frati defunti che venivano deposti su di un apposito sedile colatoio, costruito in muratura sul lato destro del vano, in attesa della loro sepoltura definitiva nelle casse di legno.
La facciata della chiesa è sobria e si compone di sole due lesene laterali sulle quali si sviluppa una trabeazione sormontata da un timpano munito di un oculo centrale. L'ornamento vero e proprio è invece costituito dal portale in pietra che si eleva su quattro scalini e sul quale si sorregge un timpano spezzato, al cui centro venne posta una quadratura in pietra nella quale fu inserita la lastra commemorativa di Carlo Tocco con la data di inizio dei lavori e cioè il 1636. Più in alto e cioè ai lati del portale, vi sono due finestre con ornie in pietra e una centrale priva della cornice molto probabilmente ricavata in epoca più tarda.
Alcuni anni dopo la realizzazione della facciata, sul portale venne collocato un grande stemma con le insegne araldiche dei Tocco racchiuse nel collare dell'Ordine del Toson d'oro, concesso a Madrid da Filippo IV di Spagna il giorno 8 gennaio del 1642, al fine di celebrare l'ottenimento di tale alto privilegio da parte di Carlo. In questo edificio di culto in stile barocco si possono ammirare molte opere d’arte alcune delle quali si possono lecitamente considerare impareggiabili come l'altare maggiore e la balaustra, realizzate dall'illustre "marmoraio" toscano Pietro Ghetti grazie al lascito disposto da Carlo Antonio nel suo testamento del 1701: "quattro anni dopo la sua morte gli eredi e i tutori spendano mille ducati per rifare l’altare maggiore di san Anna".
I lavori commissionati nel 1708 sarebbero dovuti durare solo un anno ma si protrassero fino al 1721, anno in cui Pietro attestava di aver ricevuto 1150 ducati in pagamento dell'altare, della balaustra, nonché della base dei pilastri e degli stucchi dell’arco trionfale. Sui quattro piedistalli della balaustra, e i due pilastrini della mensa dell’altare maggiore, vennero apposti sei stemmi in marmi policromi con le insegne di Leonardo Tocco e Camilla Cantelmo Stuart, (uniti in matrimonio nel 1724) mentre un altro si trova sulla portella in ottone al centro della balaustra; gli stessi vennero installati molti anni dopo il completamento dell'opera in quanto risultano contornati dal collare dell’Ordine di San Gennaro istituito nel mese di luglio del 1738. Un altro scudo gentilizio in stucco dorato con gli emblemi araldici della famiglia, in questo caso impreziosito dal collare dell'Ordine del Toson d'oro, venne inserito sopra al dipinto della nascita della Vergine, grazie al prestigioso riconoscimento ottenuto da Carlo nel 1642, nel quale però compaiono anche le insegne di Leonardo e Camilla Cantelmo.
La chiesa è dotata di otto cappelle laterali, tutte arricchite con decorazioni a stucco; sette di queste hanno gli altari, sei dei quali sono in pietra rossa locale, gli stessi benedetti in modo solenne dal cardinale Orsini nel 1710, mentre nella prima a destra dell'ingresso venne ricavata l'area destinata al rito battesimale. Nella cappella dedicata alla Madonna della Purità viene custodita l'omonima tavola circolare magistralmente incastonata in una cornice seicentesca ornata di borchie e teste di putti, il cui autore non è stato ancora identificato. È probabile che la copia di Montemiletto, eseguita verosimilmente nella prima metà del seicento e che per bellezza si avvicina molto all'originale di Luis de Morales donata alla chiesa di San Paolo Maggiore di Napoli da Diego di Bernardo, sia stata commissionata dagli stessi frati domenicani a seguito dell'enorme diffusione che tale immagine ebbe in tutta Italia e quindi anche nell'ambiente napoletano. In un'altra cappella è custodita quella che probabilmente è anche l'opera pittorica di maggiore pregio della chiesa, ovvero la splendida pala d’altare della fine del cinquecento denominata l'Adorazione dei Pastori o Natività, inizialmente attribuita a Francesco Curia, successivamente a Deodato Guinaccia, e di recente legittimamente ricondotta al pittore fiammingo Dirk Hendricksz noto come Teodoro D'Errico.
Tra gli oggetti devozionali di pregio vanno annoverati anche i due busti reliquiari di Sant'Anna e San Vito del secolo XVII, entrambi in legno scolpito e dipinto. Gli stessi prima del sisma del 1980 erano allocati nelle due nicchie presenti nella sacrestia dove si trova anche il bel lavabo seicentesco munito di due mascheroni e di un angelo che sorregge la vasca. In una delle cappelle laterali, quella dedicata a San Vincenzo Ferreri, si scorge un dipinto a olio su tela, con firma "Franc.us De Angelis P. 1736", che raffigura il miracolo di San Vincenzo che guarisce una donna storpia. Nella stessa cappella si conserva anche un busto reliquiario di San Vincenzo Ferreri mentre in quella adiacente dedicata a San Domenico vi è un altro busto di quest'ultimo.
Un altro importante manufatto è rappresentato dal palchetto della cantoria, opera in legno lavorato e dipinto nel cui interno è alloggiato l'organo a canne, mentre al di sotto della balconata è stato dipinto un grande stemma con le insegne dei padri domenicani. Degne di menzione sono anche le due acquasantiere a muro trilobate, in onice di Gesualdo, originariamente disposte sulle pareti laterali della navata e la bussola in legno posta all’ ingresso dell'edificio di culto.
Tutte le pareti interne della chiesa sono state affrescate da Francesco De Angelis con rappresentazioni della vita di San Domenico di Guzmán e di altri santi e beati, solo l'area presbiterale è interamente dedicata alla vita della Vergine Maria.